# Australische Cricket-Nationalmannschaft in Sri Lanka in der Saison 2003/04
Die Tour der australischen Cricket-Nationalmannschaft nach Sri Lanka in der Saison 2003/04 fand vom 20. Februar bis zum 28. März 2004 statt. Die internationale Cricket-Tour war Bestandteil der Internationalen Cricket-Saison 2003/04 und umfasste drei Tests und fünf ODIs. Australien gewann die Test-Serie 3–0 und die ODI-Serie 3–2.

## Vorgeschichte
Sri Lanka spielte zuvor eine Tour gegen England, Australien ein Drei-Nationen-Turnier in Australien.
Das letzte Aufeinandertreffen der beiden Mannschaften bei einer Tour fand in der Saison 2002/03 in Australien statt.

## Stadien
Die folgenden Stadien wurden für die Tour als Austragungsort vorgesehen und am 30. Oktober 2003 bekanntgegeben.
| Stadion                                | Stadt    | Kapazität | Spiele          |
| -------------------------------------- | -------- | --------- | --------------- |
| R. Premadasa Stadium (RPS)             | Colombo  | 35.000    | 3. & 4. ODI     |
| Sinhalese Sports Club Ground (SSC)     | Colombo  | 10.000    | 3. Test; 5. ODI |
| Rangiri Dambulla International Stadium | Dambulla | 16.800    | 1. & 2. ODI     |
| Galle International Stadium            | Galle    | 35.000    | 1. Test         |
| Asgiriya Stadium                       | Kandy    | 10.300    | 2. Test         |

## Kaderlisten
Australien benannte seinen ODI-Kader am 9. Februar und seinen Test-Kader am 20. Februar 2004.
Sri Lanka benannte seinen ODI-Kader am 18. Februar 2004.
| Test | Test | ODI | ODI |
| Sri Lanka | Australien | Sri Lanka | Australien |
| --- | --- | --- | --- |
| - Hashan Tillakaratne (K) - Marvan Atapattu - Upul Chandana - Kumar Dharmasena - Tillakaratne Dilshan - Avishka Gunawardene - Rangana Herath - Sanath Jayasuriya - Mahela Jayawardene - Kaushal Lokuarachchi - Muttiah Muralitharan - Thilan Samaraweera - Kumar Sangakkara (wk) - Chaminda Vaas - Nuwan Zoysa | - Ricky Ponting (K) - Adam Gilchrist (wk) - Jason Gillespie - Matthew Hayden - Michael Kasprowicz - Simon Katich - Justin Langer - Darren Lehmann - Stuart MacGill - Damien Martyn - Andrew Symonds - Shane Warne - Brad Williams | - Marvan Atapattu (K) - Russel Arnold - Upul Chandana - Kumar Dharmasena - Tillakaratne Dilshan - Saman Jayantha - Sanath Jayasuriya - Mahela Jayawardene - Romesh Kaluwitharana (wk) - Nuwan Kulasekara - Kaushal Lokuarachchi - Muttiah Muralitharan - Kumar Sangakkara (wk) - Chaminda Vaas - Nuwan Zoysa | - Ricky Ponting (K) - Adam Gilchrist (VK & wk) - Michael Bevan - Michael Clarke - Jason Gillespie - Brad Haddin - Ian Harvey - Matthew Hayden - Brad Hogg - Michael Kasprowicz - Simon Katich - Brett Lee - Damien Martyn - Andrew Symonds - Brad Williams |

## Tour Matches
| 17. Februar Scorecard | Moratuwa | Sri Lanka Cricket President’s XI 283-8 (50) | – | Australians 284-5 (44.1) |
|                       |          | Australians gewinnt mit 5 Wickets           |   |                          |

| 8. – 12. März Scorecard | Colombo (CCC) | Australians 484-6d (89.5) & 250-4d (50) | – | Sri Lanka Cricket President’s XI 166 (36.2) & 323 (85.4) |
|                         |               | Australians gewinnt mit 245 Runs        |   |                                                          |

## One-Day Internationals

### Erstes ODI in Dambulla
| 20. Februar Scorecard | Dambulla | Australien 262-6 (50)          | – | Sri Lanka 178 (43.3) |
|                       |          | Australien gewinnt mit 84 Runs |   |                      |

### Zweites ODI in Dambulla
| 22. Februar Scorecard | Dambulla | Sri Lanka 245 (49.5)        | – | Australien 244-5 (50) |
|                       |          | Sri Lanka gewinnt mit 1 Run |   |                       |

Adam Gilchrist wurde auf Grund von Zeigens offenen Unverständnisses für eine Schiedsrichterentscheidung mit einer Geldstrafe belegt.

### Drittes ODI in Colombo
| 25. Februar Scorecard | Colombo (RPS) | Sri Lanka 226-8 (50)             | – | Australien 227-5 (48.3) |
|                       |               | Australien gewinnt mit 5 Wickets |   |                         |

### Viertes ODI in Colombo
| 27. Februar Scorecard | Colombo (RPS) | Australien 233 (47.4)          | – | Sri Lanka 193 (43.4) |
|                       |               | Australien gewinnt mit 40 Runs |   |                      |

### Fünftes ODI in Colombo
| 29. Februar Scorecard | Colombo (SSC) | Australien 198-7 (50)           | – | Sri Lanka 202-7 (47.5) |
|                       |               | Sri Lanka gewinnt mit 3 Wickets |   |                        |

## Tests

### Erster Test in Galle
| 8. – 12. März Scorecard | Galle | Australien 220 (68.3) & 512-8d (152) | – | Sri Lanka 381 (136.4) & 154 (45.2) |
|                         |       | Australien gewinnt mit 197 Runs      |   |                                    |

### Zweiter Test in Kandy
| 16. – 20. März Scorecard | Kandy (AS) | Australien 120 (42.2) & 442 (134.3) | – | Sri Lanka 211 (63.1) & 324 (73.1) |
|                          |            | Australien gewinnt mit 27 Runs      |   |                                   |

### Dritter Test in Colombo
| 24. – 28. März Scorecard | Colombo (SSC) | Australien 401 (115.1) & 375 (106.2) | – | Sri Lanka 407 (127.1) & 248 (93.4) |
|                          |               | Australien gewinnt mit 121 Runs      |   |                                    |

Nach dem Ende der Tour wurde bekannt, dass der englische Referee Chris Broad den sri-lankischen Bowler Muttiah Muralitharan auf Grund von verdächtigem bowlen dem Weltverband gemeldet hatte. Dabei ging es insbesondere um den Doosra und den in Experimenten nachgewiesenen Problems Muralitharans seinen Arm vollständig zu strecken.

## Statistiken
Die folgenden Cricketstatistiken wurden bei dieser Tour erzielt.
| Tests                | Tests      | Tests   | Tests   | Tests   | Tests   | Tests   | Tests   | Tests   |
| Batting              | Batting    | Batting | Batting | Batting | Batting | Batting | Batting | Batting |
| Spieler              | Mannschaft | Spiele  | Innings | Runs    | Average | HS      | 100s    | 50s     |
| -------------------- | ---------- | ------- | ------- | ------- | ------- | ------- | ------- | ------- |
| Darren Lehmann       | Australien | 3       | 6       | 375     | 62,50   | 153     | 2       | 1       |
| Damien Martyn        | Australien | 3       | 6       | 333     | 55,50   | 161     | 2       | 0       |
| Sanath Jayasuriya    | Sri Lanka  | 3       | 6       | 294     | 49,00   | 131     | 1       | 2       |
| Matthew Hayden       | Australien | 3       | 6       | 283     | 47,16   | 130     | 1       | 1       |
| Justin Langer        | Australien | 3       | 6       | 241     | 40,16   | 166     | 1       | 0       |
| Bowling              |            |         |         |         |         |         |         |         |
| Spieler              | Mannschaft | Spiele  | Overs   | Wickets | Average | BBI     | 5W      | 10W     |
| Muttiah Muralitharan | Sri Lanka  | 3       | 209.1   | 28      | 23,17   | 6/59    | 4       | 1       |
| Shane Warne          | Australien | 3       | 168     | 26      | 20,03   | 5/43    | 4       | 2       |
| Michael Kasprowicz   | Australien | 3       | 107.5   | 12      | 25,16   | 4/83    | 0       | 0       |
| Chaminda Vaas        | Sri Lanka  | 3       | 130.2   | 11      | 34,27   | 3/93    | 0       | 0       |
| Jason Gillespie      | Australien | 3       | 110     | 10      | 31,60   | 4/76    | 0       | 0       |

| ODIs                 | ODIs       | ODIs    | ODIs    | ODIs    | ODIs    | ODIs    | ODIs    | ODIs    |
| Batting              | Batting    | Batting | Batting | Batting | Batting | Batting | Batting | Batting |
| Spieler              | Mannschaft | Spiele  | Innings | Runs    | Average | HS      | 100s    | 50s     |
| -------------------- | ---------- | ------- | ------- | ------- | ------- | ------- | ------- | ------- |
| Ricky Ponting        | Australien | 4       | 4       | 257     | 64,25   | 69      | 0       | 4       |
| Kumar Sangakkara     | Sri Lanka  | 5       | 5       | 250     | 50,00   | 101     | 1       | 1       |
| Mahela Jayawardene   | Sri Lanka  | 5       | 5       | 225     | 45,00   | 80      | 0       | 2       |
| Andrew Symonds       | Australien | 5       | 5       | 211     | 105,50  | 53      | 0       | 1       |
| Matthew Hayden       | Australien | 4       | 4       | 151     | 37,75   | 93      | 0       | 1       |
| Bowling              |            |         |         |         |         |         |         |         |
| Spieler              | Mannschaft | Spiele  | Overs   | Wickets | Average | BBI     | 5W      | 10W     |
| Brad Hogg            | Australien | 5       | 43.1    | 9       | 21,44   | 5/41    | 1       | 0       |
| Michael Kasprowicz   | Australien | 3       | 28      | 8       | 12,75   | 5/45    | 1       | 0       |
| Chaminda Vaas        | Sri Lanka  | 4       | 32      | 7       | 20,85   | 3/34    | 0       | 0       |
| Upul Chandana        | Sri Lanka  | 5       | 41.4    | 7       | 28,28   | 3/37    | 0       | 0       |
| Muttiah Muralitharan | Sri Lanka  | 5       | 49      | 7       | 28,71   | 3/44    | 0       | 0       |

## Player of the Series
Als Player of the Series wurden die folgenden Spieler ausgezeichnet.
| Serie | Player of the Series |
| ----- | -------------------- |
| Test  | Shane Warne          |
| ODI   | Andrew Symonds       |

### Player of the Match
Als Player of the Match wurden die folgenden Spieler ausgezeichnet.
| Spiel   | Player of the Match |
| ------- | ------------------- |
| 1. ODI  | Brad Hogg           |
| 2. ODI  | Chaminda Vaas       |
| 3. ODI  | Jason Gillespie     |
| 4. ODI  | Michael Kasprowicz  |
| 5. ODI  | Nuwan Zoysa         |
| 1. Test | Matthew Hayden      |
| 2. Test | Shane Warne         |
| 3. Test | Darren Lehmann      |